# !SHOUT!
『!SHOUT!』は、日本のベーシスト、Tamaの2ndミニアルバム。ソロ活動を始めてから実質4枚目のアルバムとなる。
2008年5月21日リリース。

## 概要
- 1stミニアルバム『!LOUD!』に引き続き、「ベース＝Tama」＋「ドラムス＝菊地英二（元THE YELLOW MONKEY）」のリズム隊を土台に、今作は"SHOUT=歌"をテーマにした作品。
- 参加アーティストは清水昭男、杏子、佐藤タイジ、浅田信一の4名。
- ジャケットイラストは前作に引き続きカネコアツシが担当。
- 初回生産盤にはジャケットステッカーが封入、さらに2作連続購入者特典の応募券も封入された。

## 収録曲
1. 確かな軌跡
  - PVが作成された、全体を通して杏子のボーカルが前面に出ている。
2. ライオンの顔は傷だらけ
  - 4th Live "!LOUD! GIG"で新曲として演奏された。
3. These Days
4. 東京ロック
5. プロセス
  - 2nd Live "Metal Cool Night"で披露、初の音源化。
6. ノスタルジア

- ボーカル：杏子（#1, #5）
- ギター：清水昭男（#1, #5）、佐藤タイジ（#2, #4）、浅田信一（#3, #6）